# اينزو أبيكيلا
اينزو أبيكيلا (بالإيطالية: Enzo Apicella)‏ هو صحفي إيطالي، ولد في 26 يونيو 1922 في نابولي في إيطاليا، وتوفي في 31 أكتوبر 2018 في روما في إيطاليا.